# Хигинс (Тексас)
Хигинс (енгл. Higgins) град је у америчкој савезној држави Тексас. По попису становништва из 2010. у њему је живело 397 становника.

## Демографија
Према попису становништва из 2010. у граду је живело 397 становника, што је 28 (6,6%) становника мање него 2000. године.
| Група             | 2000.       | 2010.       |
| Белци             | 382 (89,9%) | 363 (91,4%) |
| Афроамериканци    | 4 (0,9%)    | 0 (0,0%)    |
| Азијати           | 0 (0,0%)    | 0 (0,0%)    |
| Хиспаноамериканци | 21 (4,9%)   | 26 (6,5%)   |
| Укупно            | 425         | 397         |